# マーク・リチャードソン
マーク・リチャードソン（Mark Ashton Richardson、1972年7月26日- ）は、イギリスの陸上競技選手。1996年アトランタオリンピックの銀メダリストである。

## 経歴
リチャードソンは、短距離の選手として十代のころから400mにおいてイギリスの若手の有望選手の一人であった。1988年に、世界ジュニア選手権に出場し、400mで4位という成績を残す。2年後の同大会では、400mで3位、4×400mリレーで2位となっている。翌1991年に東京で開催された世界選手権では4×400mリレーの準決勝に出場。イギリスの金メダル獲得に貢献している。
また、翌年の1992年バルセロナオリンピックにおいても前年と同様、4×400mリレーの準決勝に出場。イギリスの銅メダル獲得に貢献した。その後、1993年、1994年のシーズンは故障のため目立った活躍はできなかったが、1995年には調子を取り戻し、イェーテボリの世界選手権に出場。400mで44秒81で5位入賞を果たした。
リチャードソンは、1996年アトランタオリンピックの4×400mリレーのイギリス代表に選ばれると、オリンピックの決勝では、イワン・トーマス、ジェイミー・ボールチ、ロジャー・ブラックのメンバーで、2分56秒60の英国新記録で、圧倒的強さを誇った地元アメリカに0秒61差まで迫る健闘を見せ銀メダルを獲得した。
翌1997年のアテネの世界選手権では、400mと4×400mリレーに出場。400mでは3位とは100分の8秒差で惜しくも4位。4×400mリレーは、前年のアトランタオリンピックと同じメンバーで挑み、2分56秒65で優勝したアメリカに100分の18秒差まで迫るが惜しくも銀メダルに終わった。2年後の1999年のセビリヤの世界選手権では400mで6位、4×400mリレーでは予選で敗退と結果が振るわなかった。
さらに、翌年の2000年シドニーオリンピックには出場できず、2001年のエドモントンの世界選手権でも4×400mで6位と結果を残すことができなかった。そして2003年に現役を引退した。

## 自己ベスト
- 100 m - 10秒35 (1998年)
- 200 m - 20秒62 (1997年)
- 400 m - 44秒37 (1998年)

## 主な実績
| 年   | 大会                     | 場所                         | 種目         | 結果 | 記録      |
| ---- | ------------------------ | ---------------------------- | ------------ | ---- | --------- |
| 1990 | 世界ジュニア陸上選手権   | プロヴディフ(ブルガリア)     | 400m         | 3位  | 46秒33    |
| 1990 | 世界ジュニア陸上選手権   | プロヴディフ(ブルガリア)     | 4×400mリレー | 2位  | 3分03秒80 |
| 1992 | IAAFワールドカップ       | ハバナ(キューバ)             | 400m         | 2位  | 45秒86    |
| 1995 | 世界陸上選手権           | イェーテボリ(スウェーデン)   | 400m         | 5位  | 44秒81    |
| 1996 | オリンピック             | アトランタ(アメリカ合衆国)   | 4×400mリレー | 2位  | 2分56秒60 |
| 1997 | 世界陸上選手権           | アテネ(ギリシャ)             | 400m         | 4位  | 44秒47    |
| 1997 | 世界陸上選手権           | アテネ(ギリシャ)             | 4×400mリレー | 1位  | 2分56秒65 |
| 1998 | ヨーロッパ陸上選手権     | ブダペスト(ハンガリー)       | 400m         | 3位  | 45秒14    |
| 1998 | ヨーロッパ陸上選手権     | ブダペスト(ハンガリー)       | 4×400mリレー | 1位  | 2分58秒68 |
| 1998 | コモンウェルスゲームズ   | クアラルンプール(マレーシア) | 400m         | 2位  | 44秒60    |
| 1998 | IAAFグランプリファイナル | モスクワ(ロシア)             | 400m         | 1位  | 44秒88    |
| 1999 | 世界陸上選手権           | セビリヤ(スペイン)           | 400m         | 5位  | 44秒65    |
| 2000 | IAAFグランプリファイナル | ドーハ(カタール)             | 400m         | 1位  | 45秒20    |
| 2001 | 世界陸上選手権           | エドモントン(カナダ)         | 4×400mリレー | 6位  | 3分01秒26 |